# Liste der Gedenktafeln in Berlin-Staaken
Die Liste der Gedenktafeln in Berlin-Staaken enthält die Namen, Standorte und, soweit bekannt, das Datum der Enthüllung von Gedenktafeln.
Die Liste ist nicht vollständig.

## Staaken
| Bild | Name                     | Standort        | Datum der Enthüllung |
| ---- | ------------------------ | --------------- | -------------------- |
|      | Deutsche Teilung         | Heerstraße 560  |                      |
|      | FF Staaken               | Am Heideberg 15 |                      |
|      | Grenzübergang Heerstraße | Heerstraße 558  |                      |
|      | Kriegsopfer              | Kirchplatz 3a   |                      |
|      | Staakener Gebeine        | Hauptstraße 11a |                      |
|      | Wilhelm II.              | Hauptstraße 11a |                      |
|      | Rudolf Wissell           | Heerstraße 428  |                      |
|      | Dieter Wohlfahrt         | Bergstraße 38   |                      |